# Cerkev Marijinega rojstva, Cerknica
Cerkev Marijinega rojstva v Cerknici je župnijska cerkev Župnije Cerknica. Nahaja se na griču sredi naselja. Okoli cerkve se je ob koncu 15. in v 16. stoletju izoblikoval eden največjih protiturških taborov na Slovenskem. Obzidje Tabora je še vedno delno ohranjeno, od petih stolpov še vedno stojijo trije. Cerkev je v registru kulturne dediščine Slovenije vodena kot sakralni spomenik lokalnega pomena.

## Zgodovina
Cerkev je bila zgrajena konec 15. stoletja, po tem, ko so njeno romansko predhodnico leta 1472 v napadu požgali Turki. Napis, vklesan v kamen pri vhodu v cerkev, obeležuje ta dogodek. Cerkev na Taboru je nastala v dveh gradbenih fazah. Gradnja cerkve se je začela okoli leta 1480 (prezbiterij, zakristija, ladijska lupina in zvonik), dokončana je bila med letoma 1515 in 1520, ko so končali z grajenjem oboka ladje. Do osemnajstega stoletja je bilo okoli cerkve pokopališče. V 17. in 18. stoletju je bila cerkev barokizirana. Cerkev je bila v devetnajstem stoletju deležna prenove, ko so podrli prvoten gotski vhod in postavili današnji portal z letnico 1825. Visoka šilasta okna s krogovičjem so iz časa regotizacije v 19. stoletju. Oprema v cerkvi je neogotska iz druge polovice 19. stoletja. 

## Opis cerkve
Cerkev je zgrajena v poznogotskem slogu, pozneje so bili dodani baročni elementi. Cerkev je poznogotska triladijska dvoranska cerkev, ki se na podlagi stavbenega tipa uvršča v krog kranjsko-škofjeloške arhitekture. Je edina predstavnica gorenjske skupine v osrednji Sloveniji, vzrok za postavitev cerkve v tem slogu je verjetno cerkveno-politične narave.  Notranjščina prezbiterija je obokana zvezdasto-rombasto, obok ladje pa prekrivajo osemrogeljne zvezde. Poudarek obokanja je na osrednji (drugi v srednji ladji) zvezdi. Oboki so okrašeni z številnimi sklepniki, na katerih so upodobljeni različni svetniki (med drugim sv. Peter, sv. Andrej, Marija z detetom), grbi in cvetno okrasje. Strop podpirajo štirje osmero kotni stebri. Pod cerkvijo se nahaja kripta, ki se deli na tri hodnike, ki so v času turških napadov pod zemljo povezovali dele Cerknice. Na zahodni strani cerkve se nahaja dolgi kor.

### Opis cerkvene opreme
Veliki oltar je bil postavljen leta 1863 v baročnem slogu. Oltar krasi več kipov. Ob tabernaklju sta postavljena dva angela, nad njima se dvigajo sv. Peter, sv. Pavel, sv. Jožef in sveti Joahim. Na vrhu oltarja so postavljeni štirje evangelisti in prizor Marijinega kronanja. Osrednja figura Marije Pomočnice je delo neznanega kiparja s Tirolske. Kip se ob posebnih priložnostih prekrije z oltarnima slikama Marijino rojstvo, ki je pripisana opusu avstrijskega slikarja Franca Kurza zum Thurna und Goldensteina in je bila naslikana v letu postavitve oltarja in slika Lojza Perka iz leta 1943 z naslovom Marija Kraljica rožnega venca ali Tolažnica žalostnih.
Cerkev ima dva stranska oltarja, ki sta bila narejena v devetnajstem stoletju. Desni stranski oltar krasita kipa svete Klare in svete Barbare, ter sliki zadnje večerje in svetega Miklavža, levega pa kipa svetega Krispina in svetega Krispinijana in sliki pomora nedolžnih otrok in Marije s sveto Ano Samotretjo. Slike stranskih oltarjev je v letu 1869 naslikal Pavel Künl, avtor kipov pa je neznan.
Kapela svetega Antona Puščavnika je bila dozidana v času dekana Ignacija Avsetza, ki je umrl v letu 1842. V kapeli se nahaja tudi njegov grob. Na kapelnem oltarju se pne slika Valentina Metzingerja, poleg stojita kipa sv. Antona Padovanskega in sv. Alojzija. V kapeli se nahaja tudi misijonski križ in krstni kamen. Leta 2019 bila kapela deležna obnove. Opremo v kapeli je restavriral Aleš Vene s Štrita pri Novem mestu. 
V cerkvi stojita dva para orgel. Starejše, bogato okrašene orgle zasedajo srednji kor in so delo ljubljanskega orglarja Johanna Gottfrieda Kunata iz leta 1825. Orgle imajo 18 registrov, so v slabem stanju in niso v uporabi. Na stranskem koru so novejše orgle, ki so bile postavljene v času župnika dr. Janeza Jenka v letu 1964. Orgle z 28 registri so delo mojstra Antona Jenka iz Ljubljane.